# ワケあって火星に住みました〜エラバレシ4ニン〜
『ワケあって火星に住みました〜エラバレシ4ニン〜』（ワケあってかせいにすみました エラバレシよニン）は、2020年1月25日から毎週土曜日の0時（金曜深夜）よりWOWOWオリジナルドラマとして全6回にわたって放送されたオムニバステレビドラマ。脚本は鈴木おさむ。なお、高橋克実と八嶋智人が全話に出演し、毎回異なる主役が登場する。
さらに、2020年5月に東京・サンシャイン劇場と大阪・サンケイホールブリーゼにおいて同名タイトルの舞台が上演予定だったが、同年4月11日に新型コロナウイルス感染症感染拡大防止の観点から舞台版公式サイトで全公演の中止が発表された。ドラマ版にも出演した矢本悠馬、三浦翔平、崎山つばさ、須賀健太が出演予定だった。

## 概説
本作はオランダの非営利組織であるマーズワンが打ち立てた火星移住計画「マーズワンプロジェクト」に着想を得たオリジナルドラマ×舞台プロジェクト。一度火星に渡ったら戻れない片道切符であるにもかかわらず、数千人の応募者の中から選ばれた24人を4人ずつ・6つのラボに分割されて共同生活を送る。地球を捨ててまで火星に移住しようとした人たちは一体どんな生活を送るのか。

## キャスト
全話
- 坂本（航空宇宙センターWASAの部長） - 高橋克実
- 品田（坂本の秘書） - 八嶋智人

第1話（LABO 1）
- 鐘近宏樹（三ツ星レストランのシェフ） - 仲村トオル[1]
- 竹野（ヨガのインストラクター） - 玉城ティナ[4]
- 東山（刑事） - 崎山つばさ
- 荻田（ゲームオタク） - 森田甘路

第2話（LABO 2）
- 秀山茂雄（東大出身のクイズ王） - 要潤
- 桃瀬（お坊さん） - 小手伸也[4]
- 平山（銀行員） - 浅香航大
- 赤井（トリマー） - 須賀健太

第3話（LABO 3）
- 佐山美香（人気アパレルブランドのデザイナー） - 広末涼子[1]
- 大黒（元地下アイドル） - 白石聖[4]
- 立松（専業主婦） - 峯村リエ
- 園部（看護師） - 竹達彩奈[4]

第4話（LABO 4）
- 大杉隼人（カメラメーカー勤務） - 矢本悠馬
- 横沢（建築デザイナー） - 池田鉄洋
- 中園（ミュージカル俳優） - 小野塚勇人
- 桃野（社長秘書） - 明日花キララ[4]

第5話（LABO 5）
- 大松翔太（作曲家） - 斎藤工[1]
- 三井（オリンピックメダリストの体操選手） - 加藤諒
- 丸山（保育士） - 徳永えり
- 原野（バラエティ番組のプロデューサー） - 高岡早紀

第6話（LABO 6）
- 如月漣（元バンドマンの医者） - 三浦翔平
- 高橋（すし職人） - 笠原秀幸
- 麻生（人事部勤務のサラリーマン） - 丸山智己
- 沢田（手先が器用な会社員） - 山口紗弥加

## スタッフ
- 監督 - 佐藤祐市、植田泰史、本間利幸
- 脚本 - 鈴木おさむ
- 音楽 - 日向萌
- 大松（演：斎藤工）の音楽作曲およびアレンジ - ゆゆうた（YouTuber）[4]
- 撮影 - 増井初明
- 編集 - 深沢佳文
- プロデューサー / 原案 - 中村亮太
- プロデューサー - 羽鳥健一
- アソシエイトプロデューサー - 栗原美和子
- 製作 - WOWOW、共テレ

## 放送日程
| 各話   | 放送日  | 監督     |
| ------ | ------- | -------- |
| 第1話  | 1月25日 | 佐藤祐市 |
| 第2話  | 2月01日 | 植田泰史 |
| 第3話  | 2月08日 | 佐藤祐市 |
| 第4話  | 2月15日 | 佐藤祐市 |
| 第5話  | 2月22日 | 本間利幸 |
| 最終話 | 2月29日 | 植田泰史 |

## 舞台
2020年5月16日から5月24日まで東京・サンシャイン劇場、5月30日・5月31日に大阪・サンケイホールブリーゼにて上演予定だったが、上記で記載された通り、新型コロナウイルス感染症の感染拡大防止のため全公演の中止が発表された。

### 出演
- 三浦翔平
- 矢本悠馬
- 崎山つばさ
- 須賀健太

### スタッフ
- 原案 - 共同テレビ
- 演出・脚本 - 鈴木おさむ
- 制作 - WOWOW、NAPPOS UNITED
- 主催 - 『ワケあって火星に住みました〜エラバレシ4ニン〜』製作委員会